# Křemenice (Chloumecký hřbet)
Křemenice (336 m n. m.) je vrch v okrese Mladá Boleslav Středočeského kraje. Leží asi 1,5 km západně od obce Domousnice na příslušném katastrálním území a území obce Lhotky.

## Popis vrchu
Vrch či návrší Křemenice leží na východním konci a při severní hraně Chloumeckého hřbetu. Je to odlehlík protažený ve směru ZSZ–VJV (se dvěma méně zřetelnými vrcholky na jihovýchodě) na rozsáhlém nesouměrném hrásťovém hřbetu s příkřejšími severními svahy. Vrchol tvoří druhohorní vápnité pískovce, pod nimiž ve svazích plošiny vystupují svrchnoturonské slínovce. Svahy hřbetu jsou složeny z vápnitých jílovců. V lokalitě převažují acidofilní doubravy, okolo rostou jehličnany. Křemenice je součástí přírodního parku Čížovky.

## Geomorfologické zařazení
Vrch náleží do celku Jičínská pahorkatina, podcelku Turnovská pahorkatina a okrsku Chloumecký hřbet.

## Přístup
Nejbližší dojezd automobilem je do Domousnic a Lhotek. Obě sídla spojuje modrá turistická trasa vedoucí přes vrcholovou plošinu Křemenice.